# Gerenzago
Gerenzago (lombardul: Giransà) település Olaszországban, Lombardia régióban, Pavia megyében. Lakosainak száma 1447 fő (2023. január 1.). Gerenzago Copiano, Corteolona e Genzone, Inverno e Monteleone, Villanterio és Magherno községekkel határos.

## Népesség
A település lakossága az elmúlt években az alábbi módon változott:
| Lakosok száma | 1416 | 1436 | 1447 |
|               | 2017 | 2018 | 2023 |